# Boli (Qitaihe)
Boli (chinesisch 勃利县, Pinyin Bólì Xiàn) ist ein chinesischer Kreis, der zum Verwaltungsgebiet der bezirksfreien Stadt Qitaihe in der Provinz Heilongjiang in Nordostchina gehört. Er hat eine Fläche von 2.392 km² und zählt 199.583 Einwohner (Stand: Zensus 2020). Sein Hauptort ist die Großgemeinde Boli (勃利镇).